# Glentworth
Glentworth – wieś w Anglii, w hrabstwie Lincolnshire. Leży 17 km na północ od Lincoln i 211 km na północ od Londynu.